# Малик Кафур
Малик Кафур, также известный как Тадж ад-Дин Изз Аль-Даула (хинди मलिक काफ़ूर, урду ملک کافور‎) (умер в феврале 1316 года) — известный военачальник правителя Делийского султаната Ала ад-Дина Хильджи. Он был взят в плен генералом Ала ад-Дина Нусрат-ханом во время вторжения в Гуджарат в 1299 году и стал известным в 1300-х годах.
Будучи командующим войсками Ала ад-Дина, Малик Кафур нанес поражение монгольским захватчикам в 1306 году. Впоследствии он возглавил ряд экспедиций в южную часть Индии, против династий Ядавов (1308), Какатия (1310), Хойсала (1311) и Пандья (1311). Из этих походов он привез много сокровищ, а также много слонов и лошадей для Делийского султаната.
С 1313 по 1315 год Кафур был наместником Ала ад-Дина в Девагири. Когда в 1315 году Ала ад-Дин Хильджи тяжело заболел, Кафура отозвали в Дели, где он стал наместником. После смерти Ала ад-Дина он попытался узурпировать власть, назначив младшего сына Ала ад-Дина, Шихаб ад-Дина Умара, марионеточным монархом. Регентство Кафура продолжалось около месяца, прежде чем он был убит бывшими телохранителями Ала ад-Дина. Старший сын Ала ад-Дина, Мубарак-шах, сменил его на посту регента и вскоре узурпировал власть.

## Ранняя жизнь и карьера
По происхождению Кафур был индусом («Marhatta», в соответствии с хронистом XIV века Исами). В молодости, Кафур был рабом богатого ходжи в Камбате. Он был евнухом-рабом необычной физической красоты, как утверждается, он был выкуплен у его первого хозяина за 1000 динаров. Это привело к эпитету хазар-динари. Очень маловероятно, что уплаченная цена на самом деле составляла 1000 динаров; описание, скорее, является метафорическим комплиментом Кафуру. Ибн Батута (1304—1369) называет Кафура эпитетом Аль-Альфи (арабский эквивалент хазар-динари), опять же в отношении цены, уплаченной за него, но Ибн Батута может ошибаться, утверждая, что эпитет относится к сумме, уплаченной самим султаном (Ала ад-Дином Хильджи) за Кафура.
Кафур был захвачен в портовом городе Камбат генералом Ала ад-Дина Нусрат-ханом во время вторжения в Гуджарат в 1299 году и обращен в ислам. Нусрат-хан подарил его султану Ала ад-Дину в Дели. Ничего не известно о ранней карьере Кафура на службе у Ала ад-Дина. По словам Исами, Ала ад-Дин благоволил Кафуру, потому что «его совет всегда оказывался уместным и подходящим для данного случая». Малик Кафур быстро поднялся, главным образом, из-за его доказанной способности в качестве мудрого советника и военного командира. К 1306 году Кафур имел ранг барбега, используемый для назначения камергера, который также служил военным командиром. К 1309—1310 годам он владел иктой (административным даром) Рапри.

## Военная карьера
В 1306 году делийский султан Ала ад-Дин послал армию во главе с Маликом Кафуром в Пенджаб, чтобы отразить монгольское вторжение Чагатайского ханства. Монгольская армия продвинулась к реке Рави, разграбив по пути всю территорию. Эта армия включала три отряда во главе с Копеком, Икбалмандом и Тай-Бу. Кафур разгромил монгольскую армию при поддержке других командиров, включая Малика Туглука. Малик Кафур был известен к этому времени как Наиб-и Барбак («помощник церемониймейстера»). Возможно, таково происхождение его имени Малик Наиб, хотя некоторые историки считают, что это связано с его более поздней и более важной ролью Наиб-и Султана.
Хронист XVI века Абд ал-Кадир Бадауни также приписывает Кафуру командование армией Ала ад-Дина Хильджи в битве при Амрохе в 1305 году. Это утверждение, однако, основано на ошибочном отождествлении другого офицера по имени Малик Наяк (он же Малик Нанак) с Маликом Кафуром.
Затем Малик Кафур был отправлен на плато Декан в качестве командира в ряде крупных военных рейдов, которые заложили основы мусульманской власти в этом регионе. В 1307 году делийский султан Ала ад-Дин решил вторгнуться в царство Ядавов Девагири, чей царь Рамачандра прекратил выплату дани Дели на три или четыре года. Ала ад-Дин первоначально намеревался выбрать другого раба для руководства этим вторжением: Малик Шахин, который управлял фортом Читтор. Но Малик Шахин бежал, опасаясь восстания Вагхелов на соседней территории Гуджарата. Вместо него Ала ад-Дин назначил Малика Кафура.
Ала ад-Дин принял меры, чтобы возвысить Кафура над всеми другими офицерами. Султанский балдахин и шатер были посланы вместе с Кафуром, и офицерам было приказано ежедневно выражать свое почтение Кафуру и выполнять его приказы. Кафур легко подчинил себе династию Ядавов. Вместе с богатой добычей Кафур привез Рамачандру обратно в Дели, где царь ядавов признал сюзеренитет Ала ад-Дина.
В 1309 году Ала ад-Дин послал Кафура с экспедицией в царство Какатия. Армия Кафура достигла столицы Какатии, Варангала, в январе 1310 года и после месячной осады ворвалась в крепость. Правитель Какатии Пратапарудра сдался и согласился платить дань. Кафур вернулся в Дели в июне 1310 года с огромным количеством богатств, полученных от побежденного царя. Говорили, что алмаз Кохинур был среди добычи. Ала ад-Дин был очень доволен Кафуром и щедро вознаградил его.
В Варангале Малик Кафур узнал, что самые южные районы Индии также очень богаты. Он получил разрешение Ала ад-Дина возглавить экспедицию туда. Экспедиция отправилась в путь 19 октября 1310 года и достигла оконечности полуострова Индия. 25 февраля 1311 года Кафур осадил Дварасамудру, столицу Хойсалы, во главе 10-тысячной армии. Царь Хойсалы, Баллала, уступил огромные богатства в рамках переговоров о перемирии и согласился платить ежегодную дань Делийскому султанату. Из Дварасамудры Малик Кафур двинулся на царство Пандья, куда совершил несколько набегов, получив много сокровищ, слонов и лошадей. Кафур занял Мадурай 24 апреля и вернулся в Дели с триумфом 18 октября 1311 года.
При султанском дворе Малик Кафур, по-видимому, возбудил вражду между фракцией, возглавляемой Махру, второй женой Ала ад-Дина, и Хизр-ханом, его старшим сыном от неё, и Алп-ханом, братом Махру, который также был тестем Хизр-хана и губернатором Гуджарата. В 1313 году, вероятно, по его собственной просьбе, Малик Кафур возглавил еще одну экспедицию в Девагири, когда преемник Рамачандры Сингхана (или Шанкарадева) отказался продолжать платить дань. Кафур покорил его и присоединил Девагири к Делийскому султанату. Кафур оставался в Девагири в качестве губернатора недавно присоединенной территории в течение двух лет, пока его срочно не вызвали в Дели, когда здоровье Ала ад-Дина начало ухудшаться.

## Как вице-король
Малик Кафур в конечном счете возвысился до должности наиба (вице-короля), хотя дата его назначения на эту должность неизвестна. В 1315 году, когда султан Ала ад-Дин серьезно заболел, Кафур был отозван из Девагири в Дели. Кафур передал управление Девагири Айн аль-Мульку Мултани.
В последние дни правления Ала ад-Дина Малик Кафур удерживал исполнительную власть. В этот период Ала ад-Дин стал очень недоверчив к другим своим офицерам и начал концентрировать власть в руках своей семьи и своих рабов. Он сместил нескольких опытных администраторов, упразднил должность везиря (первого министра) и даже казнил министра Шарафа Каини. По-видимому, Кафур, считавший этих офицеров своими соперниками и угрозой, убедил Ала ад-Дина провести эту чистку. Султан Ала ад-Дин больше доверял Кафуру, чем другим офицерам, потому что, в отличие от других офицеров, у Кафура не было ни семьи, ни последователей. По словам Исами, в последние дни правления Ала ад-Дина Малик Кафур никому не разрешал видеться с султаном и фактически стал правителем султаната.

## Отношения с Ала ад-Дином Хильджи
Малик Кафур был захвачен войсками Хильджи в 1299 году и привлек внимание Ала ад-Дина. Между ними возникла глубокая эмоциональная связь. Во время его правления (еще до болезни), Ала ад-Дин был увлечен Кафуром, отличал его выше всех других его друзей и помощников, и Кафур занимал самые высокие места при его дворе. Относительно времени, когда Ала ад-Дин был болен, летописец Зия-уд-дин Барани (1285—1357) сообщает:
В те четыре или пять лет, когда султан терял память и рассудок, он глубоко и безумно влюбился в Малика наиба. Он возложил ответственность за правительство и контроль над слугами на этого бесполезного, неблагодарного, заискивающего содомита
.
Основываясь на описании Барани, ученые Рут Ванита и Салим Кидвай считают, что Ала ад-Дин и Кафур состояли в гомосексуальных отношениях. Другие историки и ученые также считают, что Ала ад-Дин и Малик Кафур были любовниками. Историк Банарси Прасад Саксена утверждает, что Ала ад-Дин был влюблен в Кафура в последние годы своего правления, но считает, что близость между ними не была сексуальной.

## Убийство Алп-хана
Власть Кафура находилась под угрозой со стороны Алп-хана, влиятельного аристократа, две дочери которого были замужем за сыновьями Ала ад-Дина, Хизр-ханом (очевидным наследником) и Шади-ханом. Кафур убедил Ала ад-Дина приказать убить Алп-хана в султанском дворце. Он также сначала изгнал Хизр-Хана из двора в Амрох, у затем он был заключен в тюрьму в Гвалиоре, а брат Хизра Шади-хан был заключен в тюрьму. Согласно историям, которые распространились до самой Персии, Хизр-хан, его мать и Алп-хан составили заговор с целью отравить Ала ад-Дина, чтобы Хизр-хан мог быть назначен новым султаном, но Ала ад-Дин смог казнить их всех перед смертью. Эта история была до некоторой степени подтверждена Ибн Баттутой. Эта история, возможно, была просто пропагандой Кафура.
Затем Малик Кафур созвал совещание важных офицеров у постели умирающего Ала ад-Дина. На этой встрече шестилетний сын Ала ад-Дина Шихаб аж-Дин был объявлен новым наследником, и было решено, что Кафур будет действовать как его регент после смерти Ала ад-Дина. По словам Исами, Ала ад-Дин был слишком слаб, чтобы говорить во время встречи, но его молчание было воспринято как согласие.
Среди офицеров, поддерживающих Кафура, был Камаль ад-Дин «Гург», семья которого происходила из Кабула. По-видимому, Кафур и другие офицеры нетюркского происхождения объединились для противодействия халаджским лидерам султаната.

## Как регент
Когда султан Ала ад-Дин скончался, в ночь на 4 января 1316 года, Малик Кафур перенес его тело из дворца Сири и похоронил его в мавзолее, который был построен еще до смерти султана. Зия-уд-дин Барани утверждал, что, по словам «некоторых людей», Кафур убил Ала ад-Дина.
На следующий день после смерти султана Ала ад-Дина Малик Кафур созвал во дворце совещание высокопоставленных чиновников и знати. Там он зачитал завещание покойного султана, в котором Шихаб ад-Дин был назван его преемником, лишив Хизр-хана наследства, а затем возвел Шихаб ад-Дина на трон в качестве нового султана. Будучи регентом, Кафур удерживал власть в течение короткого времени — 35 дней, согласно Барани, 1 месяц, согласно Исами, и 25 дней, согласно историку XVI века Фириште. В течение этого периода он ежедневно проводил церемониальный суд утром во Дворце Хазар Сутун. После короткой церемонии Кафур отправлял Шихаб ад-Дина к матери и распускал придворных. Затем он встречался с офицерами в своих покоях на первом этаже и отдавал различные приказы. Он приказал министерствам доходов, финансов, войны и торговли соблюдать законы и правила, установленные Ала ад-Дином. Чиновникам министерств было предложено консультироваться с Маликом Кафуром по всем вопросам политики.
Малик Кафур предпринял несколько действий, чтобы сохранить свой контроль над троном. Прежде чем похоронить Ала ад-Дина, он снял царское кольцо с пальца султана. Он отдал это кольцо своему генералу Сумбулу и попросил его отправиться в Гвалиор и взять под свой контроль форт, используя кольцо как символ королевской власти. Он попросил Сумбула послать губернатора крепости в Дели и приказал ему вернуться в Дели после ослепления Хизр-хана, который был заключен в тюрьму в Гвалиоре. Сумбул выполнил эти приказы, и в награду ему был назначен амиром-и-хиджабом. В первый же день своего правления Кафур также приказал своему цирюльнику ослепить маточного брата Хизр-Хана Шади-хана. Этот инцидент усилил негодование Кафуром среди тюркской знати. Кафур лишил старшую королеву Ала ад-Дина, носившую титул Малика-и-Джахан, всего ее имущества, а затем заключил ее в тюрьму в крепости Гвалиор. Он также заключил в тюрьму Мубарак-шаха, другого взрослого сына Ала ад-Дина. Согласно Фириште, Кафур женился на вдове Ала ад-Дина Джатьяпалли, матери Шихаб ад-Дина. Стать отчимом нового султана, вероятно, было способом Кафура узаконить свою власть.
Убийство Алп-хана привело к восстанию в Гуджарате, и Кафур послал Камаль ад-Дина «Гурга», чтобы подавить его. Тем временем Малик Кафур вызвал губернатора Девагири, Айн аль-Мульк Мултани, в Дели со всеми своими солдатами. Когда Мултани был в пути, Камаль ад-Дин был убит в Гуджарате. Затем Кафур назначил Мултани губернатором Гуджарата и попросил его отправиться туда, чтобы подавить восстание. Восстание удалось подавить только после смерти Кафура.

## Смерть
Бывшие телохранители Ала ад-Дина (пайки) не одобряли действий Кафура против семьи их покойного хозяина. Под предводительством Мубашшира, Башира, Салеха и Мунира телохранители составили заговор и решили убить Кафура. Когда Кафур заподозрил заговор против него, он вызвал Мубашшира к себе в комнату. Мубашшир, которому со времен Ала ад-Дина разрешалось носить оружие в султанских покоях, ранил Кафура своим мечом. Затем его сообщники вошли в комнату и обезглавили Кафура, а также убили двух или трех привратников, пытавшихся защитить его. Это событие произошло в феврале 1316 года.
Согласно сообщению, приведенному хронистом XVI века Фириштой, Кафур послал нескольких пайков, чтобы ослепить Мубарак-Шаха, но плененный принц дал им свое драгоценное ожерелье и убедил их убить Кафура вместо этого. Согласно почти современному рассказу Барани, пайки решили убить Кафура по собственной инициативе.
Убийцы Кафура освободили Мубарак-шаха, который был назначен новым регентом. Несколько месяцев спустя Мубарак-шах узурпировал власть, ослепив Шихаб ад-Дина. Убийцы Кафура взяли на себя ответственность за то, что сделали его султаном, и начали требовать высоких постов при султанском дворе. Вместо этого Мубарак-шах приказал казнить их.
Хронист Барани резко критиковал Кафура. Историк Абрахам Эрали, однако, считает, что критика Барани Кафура не заслуживает доверия, поскольку Барани был глубоко предубежден против Кафура, предположительно из -за нетюркского, индуистского происхождения Кафура и статуса евнуха.

## Гробница
Местонахождение могилы Кафура сегодня неизвестно. Его мавзолей существовал в XIV веке, когда он был отремонтирован султаном Фируз-шахом Туглаком (1309—1388). Автобиография Фируз-шаха Футухат-и-Фирузшахи сообщает:
Гробница Малика Тадж-уль-Мулька Кафура, великого Вазира султана Ала-ад-Дина. Он был самым мудрым и умным министром и приобрел много стран, на которые никогда не ступали копыта лошадей прежних государей, и он заставил повторить там хутбу султана Ала-ад-Дина. У него было 52 000 всадников. Его могила была сровнена с землей, и его могила лежала низко. Я приказал полностью обновить его гробницу, ибо он был преданным и верным подданным
.

## Популярная культура
В болливудском фильме 2018 года «Падмавати» Малика Кафура изображает Джим Сарбх.